# هوكر
هوكر (بالإنجليزية: Hooker, Oklahoma)‏ هي مدينة تقع بولاية أوكلاهوما في الولايات المتحدة. تبلغ مساحة هذه المدينة 2.4 (كم²)، وترتفع عن سطح البحر 910 م، بلغ عدد سكانها 1918 نسمة في عام 2010 حسب إحصاء مكتب تعداد الولايات المتحدة.

## التركيبة السكانية
حدّد مكتب تعداد الولايات المتحدة بيانات التركيبة السكانية لهوكر في تعداد الولايات المتحدة. في ما يلي، التركيبة السكانية حسب تعدادي 2000 و2010.

### تعداد عام 2000
بلغ عدد سكان هوكر 1,788 نسمة بحسب تعداد عام 2000، وبلغ عدد الأسر 702 أسرة وعدد العائلات 512 عائلة مقيمة في المدينة. في حين سجلت الكثافة السكانية 654.9 نسمة لكل كيلومتر مربع (1,696.2/ميل2). وبلغ عدد الوحدات السكنية 812 وحدة بمتوسط كثافة قدره 297.4 لكل كيلومتر مربع (770.3/ميل2).
وتوزع التركيب العرقي للمدينة بنسبة 86.13% من البيض و0.11% من الأمريكيين الأفارقة و1.73% من الأمريكيين الأصليين و0.11% من الأمريكيين ذوي الأصول الآسيوية و10.01% من الأعراق الأخرى و1.90% من عرقين مختلطين أو أكثر و14.60% من الهسبانيون أو اللاتينيون من أي عرق.
بلغ عدد الأسر 702 أسرة كانت نسبة 38% منها لديها أطفال تحت سن الثامنة عشر تعيش معهم، وبلغت نسبة الأزواج القاطنين مع بعضهم البعض 58.8% من أصل المجموع الكلي للأسر، ونسبة 9.5% من الأسر كان لديها معيلات من الإناث دون وجود شريك،  بينما كانت نسبة 4.6% من الأسر لديها معيلون من الذكور دون وجود شريكة وكانت نسبة 27.1% من غير العائلات. تألفت نسبة 24.8% من أصل جميع الأسر من عدة أفراد يعيشون في نفس المنزل ونسبة 13% كانت تتألف من شخص يعيش بمفرده يبلغ من العمر 65 عاماً أو أكثر. وبلغ متوسط حجم الأسرة المعيشية 2.54، أما متوسط حجم العائلات فبلغ 3.02.
بلغ العمر الوسطي للسكان 36.0 عاماً. وكانت نسبة 27.7% من القاطنين تحت سن الثامنة عشر، وكانت نسبة 8.6% بين الثامنة عشر والرابعة والعشرين عاماً، ونسبة 27.2% كانت واقعةً في الفئة العمرية ما بين الخامسة والعشرين والرابعة والأربعين عاماً، ونسبة 21.9% كانت ما بين الخامسة والأربعين والرابعة والستين، ونسبة 14.3% كانت ضمن فئة الخامسة والستين عاماً فما فوق. يوجد لكل 100 أنثى 95.7 ذكر، ويوجد لكل 100 أنثى في الثامنة عشر من عمرها فما فوق 92.7 ذكر.
بلغ متوسط دخل الأسرة في المدينة 34,688 دولارًا، أما متوسط دخل العائلة فبلغ 39,113 دولارًا. وكان متوسط دخل الذكور 30,694 دولارًا مقابل 20,217 دولارًا للإناث. وسجل دخل الفرد الخاص بالمدينة 18,086 دولارًا. وكانت نسبة 9.1% من العائلات ونسبة 10.4% من السكان تحت خط الفقر، وكان من هؤلاء نسبة 15% تحت سن الثامنة عشر ونسبة 5.9% في الخامسة والستين من العمر وما فوق.

### تعداد عام 2010
بلغ عدد سكان هوكر 1,918 نسمة بحسب تعداد عام 2010، وبلغ عدد الأسر 683 أسرة وعدد العائلات 506 عائلة مقيمة في المدينة. في حين سجلت الكثافة السكانية 702.6 نسمة لكل كيلومتر مربع (1,819.7/ميل2). وبلغ عدد الوحدات السكنية 777 وحدة بمتوسط كثافة قدره 284.6 لكل كيلومتر مربع (737.1/ميل2).
وتوزع التركيب العرقي للمدينة بنسبة 81.75% من البيض و0.31% من الأمريكيين الأفارقة و1.72% من الأمريكيين الأصليين و0.05% من الأمريكيين ذوي الأصول الآسيوية و13.19% من الأعراق الأخرى و2.97% من عرقين مختلطين أو أكثر و33.63% من الهسبانيون أو اللاتينيون من أي عرق.
بلغ عدد الأسر 683 أسرة كانت نسبة 41.9% منها لديها أطفال تحت سن الثامنة عشر تعيش معهم، وبلغت نسبة الأزواج القاطنين مع بعضهم البعض 59.4% من أصل المجموع الكلي للأسر، ونسبة 8.8% من الأسر كان لديها معيلات من الإناث دون وجود شريك،  بينما كانت نسبة 5.9% من الأسر لديها معيلون من الذكور دون وجود شريكة وكانت نسبة 25.9% من غير العائلات. تألفت نسبة 23.6% من أصل جميع الأسر من عدة أفراد يعيشون في نفس المنزل ونسبة 9.1% كانت تتألف من شخص يعيش بمفرده يبلغ من العمر 65 عاماً أو أكثر. وبلغ متوسط حجم الأسرة المعيشية 2.80، أما متوسط حجم العائلات فبلغ 3.31.
بلغ العمر الوسطي للسكان 31.1 عاماً. وكانت نسبة 33.1% من القاطنين تحت سن الثامنة عشر، وكانت نسبة 8.4% بين الثامنة عشر والرابعة والعشرين عاماً، ونسبة 24.2% كانت واقعةً في الفئة العمرية ما بين الخامسة والعشرين والرابعة والأربعين عاماً، ونسبة 22.3% كانت ما بين الخامسة والأربعين والرابعة والستين، ونسبة 11.9% كانت ضمن فئة الخامسة والستين عاماً فما فوق. وتوزع التركيب الجنسي للسكان بنسبة 51.4% ذكور و48.6% إناث.

## وصلات خارجية
- HookerOklahoma.net
- The US50 - Cities and Towns in Oklahoma State